# Silvano Piovanelli

Znak kardinála Piovanelliho

Silvano kardinál Piovanelli (21. února 1924 Ronta di Borgo San Lorenzo – 9. července 2016) byl italský římskokatolický kněz, bývalý arcibiskup Florencie, kardinál.
Studoval v semináři na univerzitě ve Florencii, zde také přijal 13. července 1947 kněžské svěcení. V arcidiecézi Florencie poté působil jako kaplan, přednášející a vicerektor semináře a generální vikář arcidiecéze.
V květnu 1982 byl jmenován pomocným biskupem ve Florencii, biskupské svěcení mu udělil 24. června téhož roku tehdejší arcibiskup Florencie, kardinál Giovanni Benelli. Po jeho smrti byl v březnu 1993 jmenován arcibiskupem ve Florencii. Při konzistoři v květnu 1985 ho papež Jan Pavel II. jmenoval kardinálem. Po dosažení kanonického věku rezignoval v březnu 2001 na funkci arcibiskupa.